# NOB C3 1502–1525
Die dreiachsigen Reisezugwagen der Gattung C3 und den Nummern 1502–1525 der Schweizerischen Nordostbahn (NOB) waren ab 1891 im Einsatz.

## Geschichte
1891 liess die NOB bei der Schweizerischen Industrie-Gesellschaft (SIG) 24 dreiachsige Personenwagen der 3. Klasse bauen. Die Wagen boten insgesamt 52 Sitzplätze und hatten Sitze aus Holzlatten. Neben einer Toilette verfügten sie über Petroleumbeleuchtung und Dampfheizung. Das Fahrgestell besass Lenkachsen mit Mittelrahmen.
Die Wagen trugen die für die NOB übliche grüne Farbe und hatten eine gelbe Beschriftung.
1902 bei der Verstaatlichung der Gesellschaft wurden die Wagen von den Schweizerischen Bundesbahnen (SBB) übernommen und bekamen die Nummer 7931–7954. Wie lange sie im Einsatz waren, ist nicht genau bekannt.